# Amt Oder-Welse
La comunità amministrativa dell'Oder-Welse (in tedesco Amt Oder-Welse) era una comunità amministrativa della Germania che si trovava nel circondario dell'Uckermark nel Brandeburgo, in Germania.

## Storia
La comunità venne soppressa nel 2022. Dei quattro comuni che la componevano, Berkholz-Meyenburg, Mark Landin e Passow vennero soppressi e aggregati alla città di Schwedt/Oder, mentre Pinnow rimase indipendente, ma amministrato sussidiariamente da Schwedt.

## Società

### Evoluzione demografica
- Sviluppo della popolazione dal 1875 entro gli attuali confini (Linea Blu: Popolazione; Linea puntata: Confronto dello sviluppo della popolazione dello stato del Brandenburgo; Sfondo grigio: Ai tempi del governo nazista; Sfondo rosso: Al tempo del governo comunista)
- Sviluppo recente della popolazione (Linea blu) e previsioni

| Anno | Abitanti |
| ---- | -------- |
| 1875 | 4 426    |
| 1890 | 4 193    |
| 1910 | 4 088    |
| 1925 | 4 284    |
| 1939 | 3 960    |
| 1950 | 6 026    |
| 1964 | 4 902    |

| Anno | Abitanti |
| ---- | -------- |
| 1971 | 4 717    |
| 1981 | 4 149    |
| 1985 | 4 129    |
| 1990 | 4 066    |
| 1995 | 4 341    |
| 2000 | 5 075    |
| 2005 | 5 045    |

| Anno | Abitanti |
| ---- | -------- |
| 2010 | 4 939    |
| 2015 | 4 597    |
| 2016 | 4 591    |
| 2017 | 4 593    |
| 2018 | 4 520    |
| 2019 | 4 562    |
| 2020 | 4 552    |

Fonti dei dati sono nel dettaglio nelle Wikimedia Commons..

## Suddivisione
All'atto dello scioglimento comprendeva 4 comuni:
- Berkholz-Meyenburg
- Mark Landin
- Passow
- Pinnow

Il capoluogo era Pinnow, il centro maggiore Berkholz-Meyenburg.